# 1. Union Billard-Club Horn
Der 1. Union Billard-Club Horn ist ein österreichischer Billardverein aus der niederösterreichischen Bezirkshauptstadt Horn.

## Geschichte
Gegründet wurde der Verein unter dem Namen „1. Horner Billard-Club“ am 10. September 1988. Bei der ersten abgehaltenen Hauptversammlung wurde Manfred Wazlawik zum Obmann des neuen Vereins gewählt. Seinen Sitz hat der Union Billard-Club seit seiner Gründung im Billardsalon Carambol.
1990 wurden die sportlichen Weichen im Verein Richtung Poolbillard gestellt. Man entschloss sich dem Niederösterreichischen Billardsportverband beizutreten. Zusammen mit zwei Vereinen aus St. Pölten und Wiener Neustadt wurde die Sektion Poolbillard innerhalb des Verbandes gegründet, die bis heute Mannschaftsmeisterschaften und Einzelwettkämpfe organisiert.
In der Saison 1990/91 stellte der Verein erstmals eine Mannschaft in der NÖ-Landesliga.
  Seit dem Beitritt zur NÖ-Sportunion im Jahr 1994 trägt der Verein den Namen 1. Union Billard-Club Horn.

## Erfolge und Titel
Einzel:
- 1993 Markus Zlabinger, Landesmeister, Jugend, Disziplin 14/1
- 1993 Michael Waldschütz, Landesmeister, Jugend, Disziplin 8-Ball und 9-Ball
- 1994 Michael Waldschütz, Landesmeister, Jugend, Disziplin 8-Ball
- 2001 Winfrid Meingast, Landesmeister, Allgemeine Klasse, 8-Ball
- 2005 Thomas Feigelmüller, Landesmeister, Jugend, Disziplin 8-Ball
- 2006 Thomas Feigelmüller, Landesmeister, Jugend,  Disziplin 8-Ball
- 2006 Thomas Feigelmüller, Staatsmeister, Junioren, Disziplin 8-Ball
- 2010 Winfrid Meingast, Landesmeister, Allgemeine Klasse, 8-Ball
- 2015 Heinz Piessnegger, Landesmeister, Allgemeine Klasse, 10-Ball

Mannschaft:
- 1990/91 NÖ-Vizelandesmeister
- 1991/92 2. Platz NÖ-Landesliga Nord-West
- 1992 Aufstieg in die Regionalliga Ost
- 1993/94 NÖ-Vizelandesmeister
- 1994/95 3. Platz 1. NÖ-Landesliga
- 1995/96 NÖ-Landesmeister
- 1996/97 3. Platz 1. NÖ-Landesliga
- 1997/98 NÖ-Landesmeister
- 1998/99 Aufstieg in die 2. Bundesliga, zweiter Platz beim NÖ-Cup
- 1999/2000 NÖ-Vizelandesmeister, Meistertitel in der 2. Landesliga
- 2001/2002 NÖ-Vizelandesmeister, 2. Platz in der 2. Landesliga
- 2002/2003 NÖ-Vizelandesmeister, 9. Platz beim Ö-Cup in Klagenfurt
- 2004/2005 NÖ-Cupsieger, 3. Platz 1. NÖ-Landesliga
- 2005/2006 NÖ-Landesmeister
- 2006/2007 NÖ-Cupsieger, 3. Platz 1. NÖ-Landesliga
- 2007/2008 NÖ-Vizelandesmeister
- 2008/2009 NÖ-Vizelandesmeister
- 2009/2010 NÖ-Landesmeister 1. Landesliga, Meister 2. Landesliga
- 2010/2011 Meister 2. Landesliga, 3. Platz 1. Landesliga
- 2011/2012 NÖ-Vizelandesmeister 1. Landesliga, 2. Platz NÖ-Cup
- 2014/2015 NÖ-Vizelandesmeister 1. Landesliga
- 2015/2016 5. Platz 1. NÖ-Landesliga
- 2016/2017 3. Platz 1. NÖ-Landesliga
- 2021/2022 3. Platz NÖ-Cup